# AK-47
L'AK-47 (nome ufficiale in russo Автомат Калашникова?, Avtomat Kalašnikova, fucile automatico Kalašnikov, spesso anche semplicemente Kalašnikov) è un fucile d'assalto ideato e progettato in Unione Sovietica dall’ex militare Michail Kalašnikov reduce della seconda guerra mondiale, dotato di selettore di fuoco ed operato a gas, camerato per il proiettile 7,62 × 39 mm.
Sviluppato da Mikhail Timofeevič Kalašnikov verso la fine della seconda guerra mondiale, fu ideato per sostituire la serie di mitra PPŠ, ormai obsoleti. Ben presto fu chiaro che il suo potenziale andava ben oltre. La semplicità del suo meccanismo e della sua fabbricazione lo hanno reso l'arma da fuoco più diffusa al mondo.
Presente persino sulle bandiere di alcune nazioni, come su quella del Mozambico, a rappresentare la difesa della libertà, la serie di fucili d'assalto AK è tutt'oggi il maggior prodotto d'esportazione russo.

## Storia

### Le prime armi automatiche e le esigenze belliche in Russia
Una delle prime armi automatiche fu ideata nel 1916 da Vladimir Grigor'evič Fëdorov, che modificò un suo progetto di fucile semi-automatico per creare un'arma capace di fuoco automatico, che fosse però più leggera rispetto alle mitragliatrici allora in servizio. Il Fëdorov avtomat (la cui produzione ammonta a circa 3 200 esemplari in totale) vide azioni molto limitate durante la prima guerra mondiale ma fu usato intensamente durante la guerra civile russa. L'arma era camerata per il proiettile 6 × 50 mm SR Arisaka, uno dei proiettili più comuni all'epoca. Molti storici considerano il Fëdorov Avtomat il primo fucile d'assalto ad aver visto l'azione; altri, tuttavia, sostengono che la cosa sia stata più un caso che un'intenzione. Il Fëdorov avtomat fu ritirato dal servizio attivo negli anni tra il 1925 e il 1928 vista la natura straniera delle munizioni impiegate, difficilmente reperibili dall'Unione Sovietica, sebbene fu possibile vedere l'arma in servizio durante la guerra d'inverno nel 1940 a causa della mancanza nelle forze sovietiche di armi automatiche. Durante la Seconda guerra mondiale avvenne il rimpiazzo definitivo con i nuovi mitra, tra cui il PPŠ-41. I tentativi sovietici di realizzare nuovi fucili automatici (ad esempio i due fucili AVS-36 e AVT-40) camerati per il 7,62 × 54 mm R fallirono tutti.
Durante la seconda guerra mondiale, i tedeschi introdussero il nuovo StG 44: quest'arma era camerata per una nuova tipologia di proiettile intermedio 7,92 × 33 mm Kurz. I sovietici riuscirono a mettere le mani sul primo prototipo dell'arma tedesca, denominata Mkb 42(H), e ad ottenere alcuni esemplari di carabina M1 (anch'esse camerate per colpi più piccoli, .30 carbine), tutto ciò portò gli ufficiali dell'esercito e la direzione del partito a porre mano ad un accantonato progetto del 1939 di una munizione intermedia. Il 15 giugno 1943 il Commissariato Popolare per gli armamenti dell'Unione Sovietica introdusse il nuovo proiettile 7,62 × 39 mm M43 destinato alla mitragliatrice leggera RPD, che debuttò sul campo nel medesimo anno sebbene per la produzione di massa si dovette attendere sino all’inizio del 1944. Proprio mentre veniva adottato il nuovo proiettile, la prima munizione intermedia utilizzata massivamente, le autorità sovietiche giunsero alla conclusione della necessità di una nuova classe di armi portatili e i concorsi per i progetti vennero indetti nel 1944.

### Michail Kalašnikov, il progetto e i primi prototipi
Verso l’inizio della seconda guerra mondiale Michail Kalašnikov, che aveva già realizzato alcuni apparati come un contacolpi per i carri armati, cominciò la sua carriera da progettista di armi durante la convalescenza agli inizi del 1942 in un ospedale militare a seguito di ferite riportate in azione; questi dopo aver realizzato una pistola mitragliatrice nel 1942 per i carristi (l'AK-42 camerato in 7,62 × 25 che precorre alcune soluzioni tecniche dell' AK-47) e una mitragliatrice leggera nel 1943, nel 1944 si mise al lavoro per adattare proprio la carabina M1 alla nuova munizione intermedia 7,62 × 39 mm. Nel campo delle armi automatiche, il bando prevedeva condizioni piuttosto ambiziose per un'arma del genere: la canna doveva avere una lunghezza compresa tra i 500 e i 520 mm e il peso non avrebbe dovuto superare i 5 kg (bipiede pieghevole compreso).
Nonostante le difficoltà implicite, diversi progettisti sovietici parteciparono alla competizione per l'arma. Tra di essi spiccavano Tokarev, Korovin, Degtjarëv, Špagin, Simonov e Priluckij. Kalašnikov decise di non partecipare alla competizione. Nel 1944 venne presa in prova l'arma proposta da Aleksej Sudaëv, denominata AS-44 (canna da 505 mm per 5,6 kg di peso). Le prove mostrarono però come l'arma fosse troppo pesante per un comune fante, e a Sudaëv fu richiesto di alleggerire il suo prototipo: tuttavia, l'operazione minò profondamente l'accuratezza e l'affidabilità dell'arma. Nell'ottobre del 1945, il GAU decise l’eliminazione del bipiede integrato; la variante dell'arma originale di Sudaëv in questa configurazione, denominata OAS (Oблегчённый автомат Судаёва, Oblegčënnyj avtomat Sudaëva, “fucile automatico leggero di Sudaëv"), pesava solo 4,8 kg ma l'improvvisa morte di Sudaëv nel 1946 impedì ulteriori sviluppi dell'arma. I problemi di affidabilità che si erano manifestati nel progetto alleggerito di Sudaëv convinsero il GAU a indire un nuovo bando, i cui scopi furono subito chiari: progettare un'arma affidabile che rimpiazzasse in via definitiva PPŠ-41 e PPS-43. Entro l'agosto 1946 furono presentati dieci disegni. Kalašnikov e il suo team proposero la propria arma. Si trattava di un fucile operato a gas con sistema di chiusura simile a quello presente nella precedente carabina del 1944 e un caricatore curvo da 30 colpi. L'arma di Kalašnikov (nome in codice AK-1 e AK-2, rispettivamente con castello ricavato dal pieno) si mostrò subito affidabile e passò la prima fase di test, per competere con le armi di Dement'ev (KB-P-520) e Bulkin (TKB-415).
Nel 1946, venne consegnato all'esercito il prototipo AK-46 per le prove. Nel tardo 1946 Aleksandr Zajcev riuscì a convincere Kalašnikov sulla necessità di miglioramenti all'arma. I nuovi fucili (nome provvisorio KB-P-580) si rivelarono molto affidabili nella maggior parte delle situazioni di stress e i primi tre prototipi furono pronti per il novembre 1947. Nello stesso anno cominciò la produzione a Iževsk presso la Ižmaš dello AK тип-1 (tipo-1) che venne immediatamente assegnata per un ciclo di test ad alcuni reparti operativi dell'Armata Rossa. Tra il 1948 e il 1951 vennero poi sviluppati i modelli тип-2 e тип-3 ciascuno con ulteriori migliorie. Tutti realizzati con castello fresato e non stampato per semplificare eventuali modifiche. L'ideazione dell'arma fu una notevole innovazione nel campo delle armi da fuoco: il gruppo del grilletto, il sistema di apertura dell’otturatore con estrazione primaria (ispirato, ma notevolmente sviluppato, dal M1 Garand statunitense); il meccanismo di sicura derivato dal concetto del Remington M8 di Browning e un sistema dei gas innovativo con un porta-otturatore il cui baricentro, spostato in avanti in chiusura così da insistere sull’impugnatura in apertura, stabilizzava l’arma durante il fuoco a raffica. Sebbene la vulgata è che l'AK-47 derivi dallo StG 44 in realtà le due armi non hanno nulla in comune se non vagamente la forma. Lo stesso Kalašnikov ha infatti sempre negato di aver preso spunto dall'arma tedesca e che semmai il suo unico ispiratore era stato Garand affermando inoltre: «molti soldati sovietici mi chiedono come si possa diventare progettista e come si progettino nuove armi. Domande per cui non esiste una risposta semplice. Ogni progettista sembra percorrere il suo cammino, con i suoi successi e insuccessi. Ma una cosa è certa: prima di provare a creare qualcosa di nuovo, è di vitale importanza apprezzare ciò che già esiste nel tuo campo. Io stesso posso confermare che è così».
Andrej Kupcov erroneamente sostiene che Kalašnikov abbia preso spunto in maniera massiccia dalle armi di Bulkin e Simonov (rispettivamente, TKB-415 e AVS-31) ma da un'analisi dell'AK-42 questa ipotesi è da escludersi o quantomeno fortemente ridimensionare.

### L'adozione delle forze armate sovietiche e la produzione

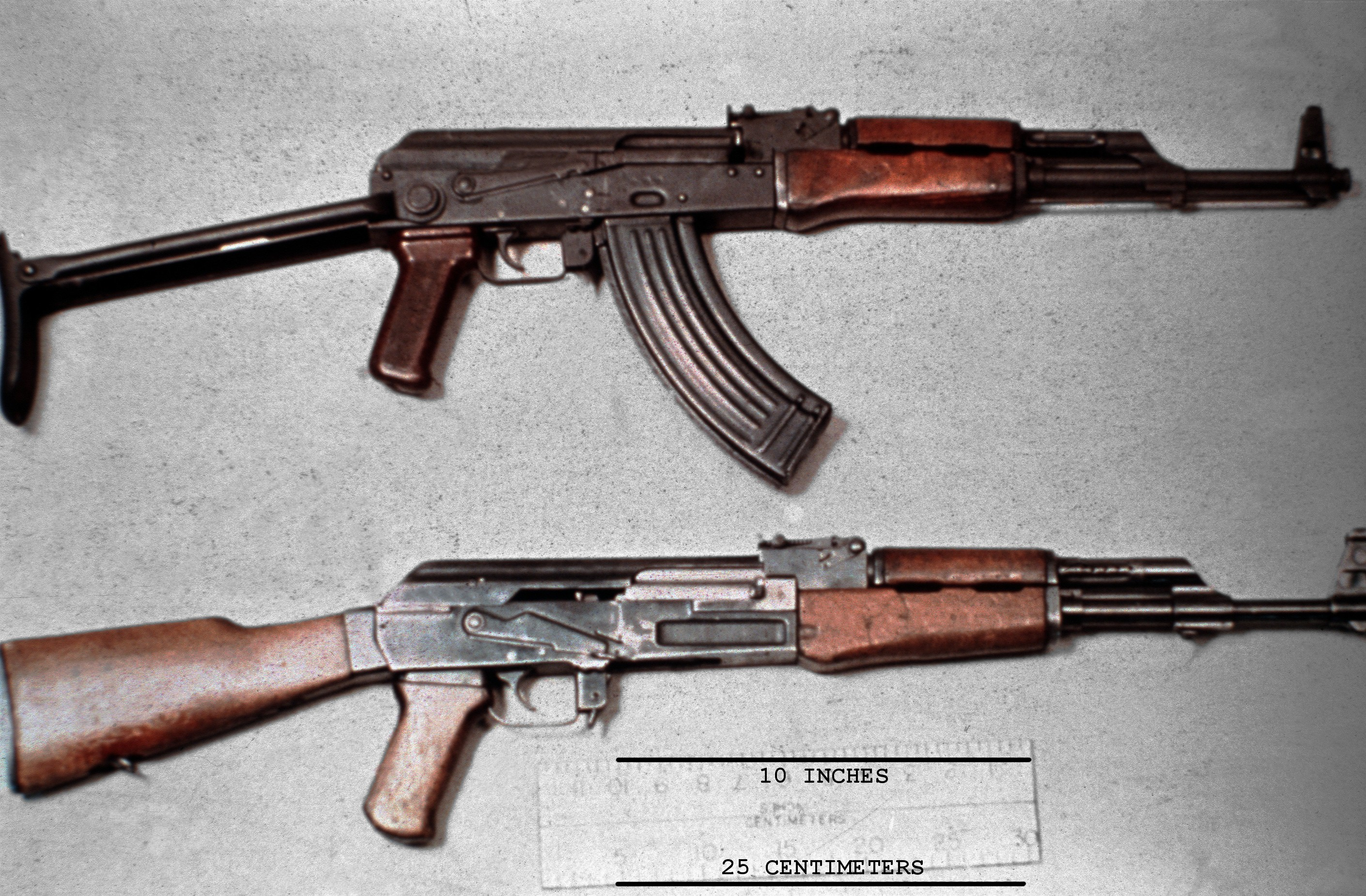
AKMS con castello 4B (sopra) e un AK-47 con castello 2A (sotto)

Nel 1949, l'arma divenne il fucile d'assalto ufficiale delle forze armate sovietiche con la denominazione 7,62 mm AK-47 ТИП-2 (tipo-2). Nel 1951 venne realizzato il ТИП-3 (tipo-3) sulla cui base venne infine realizzato nel 1952 l'AKM (Автомат Калашникова модернизированный, Avtomat Kalašnikova modernizirovannyj, “fucile automatico Kalašnikov modernizzato”) che fu adottato da gran parte delle nazioni aderenti al patto di Varsavia. Il castello dello AK-47 era realizzato dal pieno per realizzare semplicemente ulteriori modifiche, impossibili in uno stampo. Stabilizzato il progetto col tipo-3 si passò con lo AKM a realizzare il castello per stampaggio, con la medesima tecnologia già usata per lo AK-42 (in calibro 7,62 × 25). I macchinari utilizzati per la produzione del tipo-3 vennero poi ceduti alla società bulgara JSC Arsenal AD che continuò a produrlo per qualche anno prima di acquisire le licenze per sostituzione nella produzione dell'AKM.

### Le evoluzioni ed il superamento
Nel 1974 le forze armate sovietiche cominciarono la sostituzione degli AK-47 con il modello AK-74 camerato con la nuova munizione appositamente realizzata 5,45 × 39 mm che presenta alcuni miglioramenti meccanici e tecnici rispetto alla versione precedente, e nel 1994 venne introdotto il nuovo AK-101. La serie 100, l’ultima su cui lavorò M. T. Kalašnikov presenta importanti modifiche tecnologiche nei materiali e un’ulteriore ottimizzazione meccanica. Nel 2011 venne presentata la serie 200 che presentava una maggiore ergonomia e la possibilità di montare un’ottica sul castello superiore fornito di slitta Picatinny, che tuttavia non venne mai commercializzata. Infine nel 2019 venne realizzato il modello denominato AK-12; la nuova arma riprendeva alcune caratteristiche della serie 200, e tra le varie innovazioni vi furono la canna flottante e un nuovo sistema di presa di gas, il castello ridisegnato per montare qualsiasi ottica (sempre con attacco picatinny) e il freno di bocca inserito a baionetta. Il nuovo modello è stato adottato nel medesimo anno dalle forze armate della Federazione Russa.

## Caratteristiche
I principali vantaggi dell'arma sono in primis l'affidabilità del funzionamento grazie ad una impostazione meccanica semplice e funzionale e all’estrazione primaria che evita gli inceppamenti tipici, ad esempio dello M16. Inoltre l’inserimento a pantografo del caricatore evita mancate alimentazioni per l'errato inserimento del caricatore. È stato concepito per poter essere utilizzato ad ogni latitudine (range operativo +/- 50 C°) e in ogni condizione meteo. La particolare struttura non risente né dell’acqua, né del ghiaccio, né della neve, né del fango o della polvere, differentemente dall’omologo statunitense. Inoltre, il limitato numero di componenti ne garantisce una affidabilità e una semplicità operativa di gran lunga superiore agli altri fucili d’assalto. Manca la fonte
La canna, la camera di scoppio, il pistone e il cilindro per i gas sono nelle versioni sovietiche interamente cromati già dal modello AKM. Dalla serie-100 si è adottata un particolare sistema di cromatura legata con l’acciaio, estremamente durevole e che consente alle canne una vita media pari a circa il doppio delle canne dei fucili d’assalto occidentali. Inoltre, sempre dalla serie-100 gli AK sono verniciati perché il particolare metallo anticorrosione non può essere brunito.

### Ciclo di funzionamento

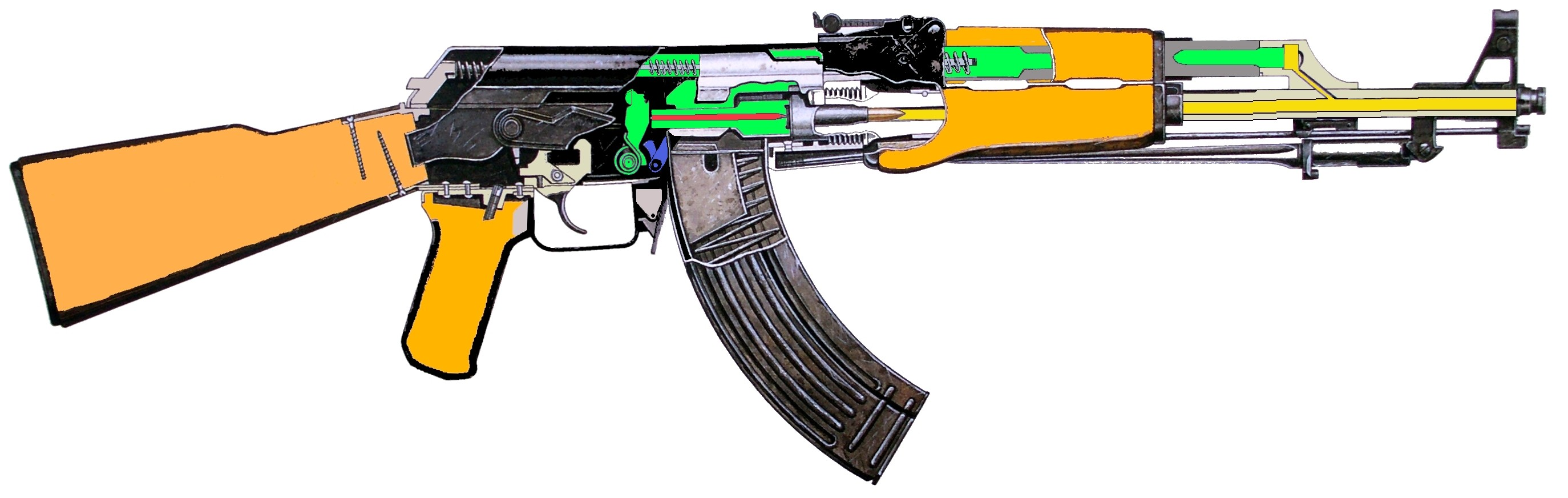
Il sistema dei gas della copia cinese Type 56.

Per sparare, l'operatore inserisce il caricatore, tira e rilascia la leva di armamento e quindi preme la leva di sparo. In modalità di fuoco semiautomatico, l'arma spara un solo colpo e la leva di sparo deve essere rilasciata per poter far fuoco nuovamente. In fuoco automatico, l'arma spara ciclicamente, caricando, innescando ed espellendo i colpi uno dopo l'altro fino all'esaurimento del caricatore o al rilascio della leva di sparo. I gas generati dallo sparo vengono parzialmente convogliati attraverso un foro nella parte superiore della canna verso il gruppo presa gas, dove spingono indietro il pistone, che nel movimento retrogrado spinge il porta-otturatore facendo arretrare l'otturatore che a sua volta espelle il bossolo e incamera un nuovo colpo ritornando in posizione grazie alla molla di recupero.

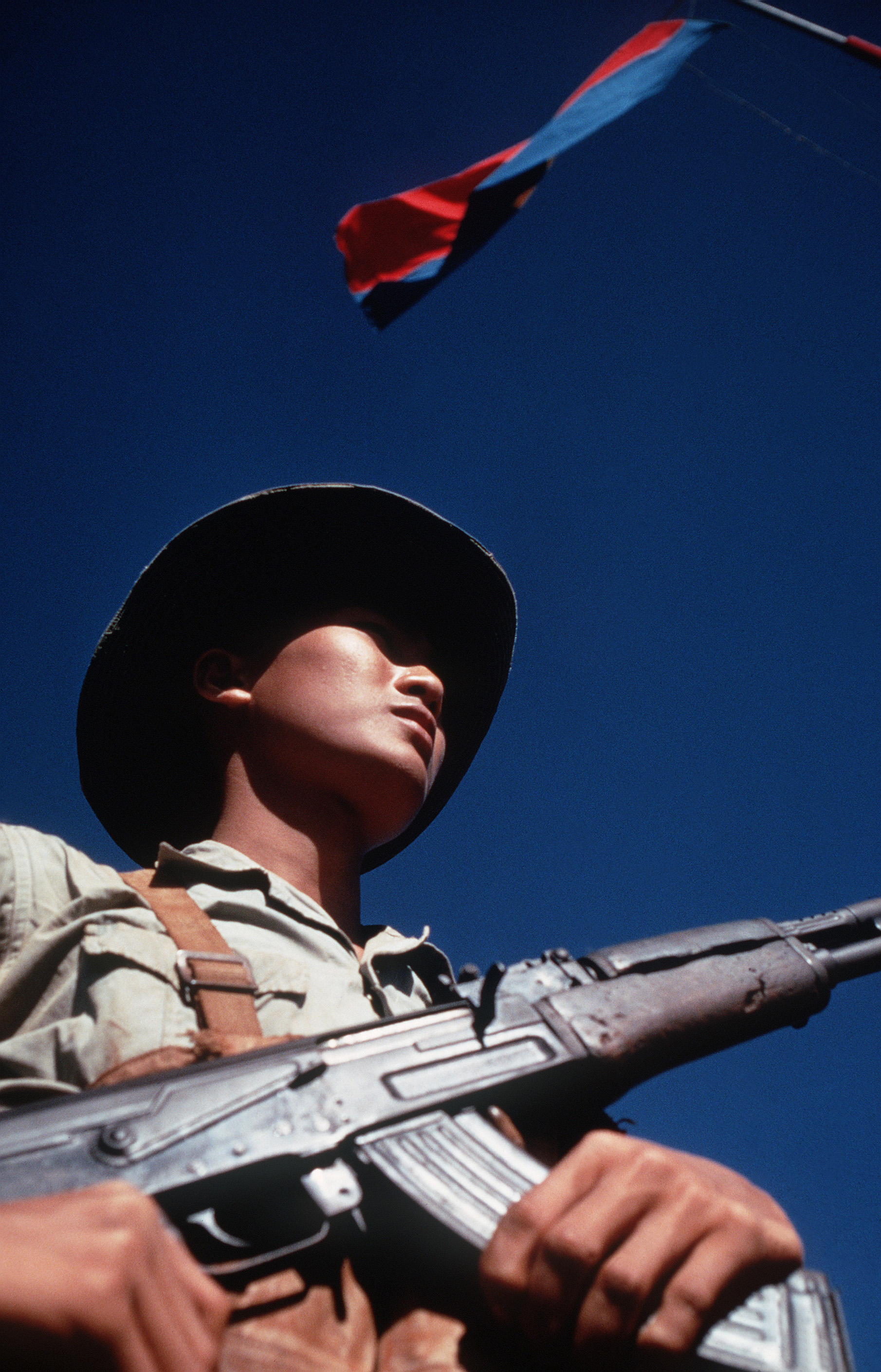
Soldato Viet Cong con il suo AKM in piedi sotto la bandiera del Fronte di Liberazione Nazionale del Vietnam del Sud

Il sistema a sottrazione di gas utilizzato era definito “a corsa lunga”, in quanto il pistone si muove all'indietro per un tratto piuttosto lungo, spingendo materialmente il porta-otturatore indietro, contrariamente alla maggior parte dei fucili del XX secolo che usano un pistone “a corsa corta”. In questo caso, il pistone integrato nel porta-otturatore arretra grazie all'urto iniziale dei gas e prosegue la sua corsa grazie all'inerzia.

### Munizionamento

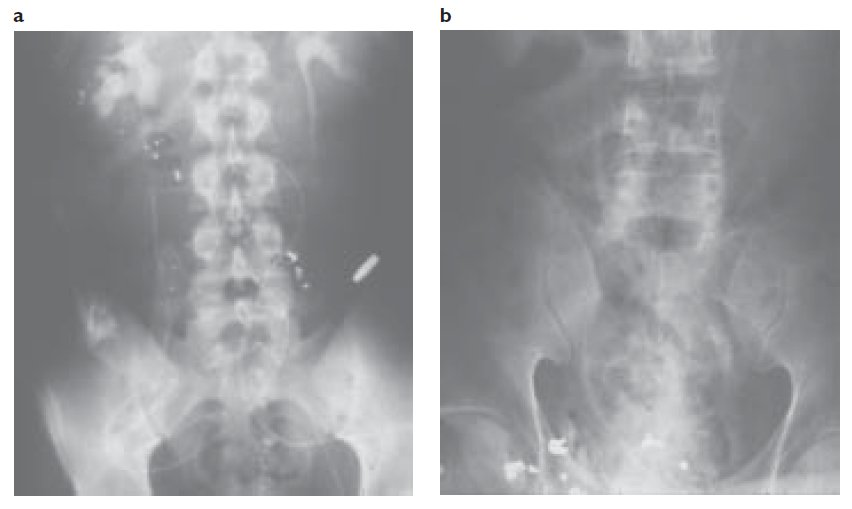
Radiografia di una ferita causata da un colpo di AK-47 in Vietnam

Le prime versioni dell'arma impiegavano proiettili da 7,62 × 39 mm, con una velocità alla volata di 715 m/s. Il peso della munizione è di 16,3 g, con una palla da 7,9 g, successivamente vennero adottate cartucce da 5,45 × 39 mm. La munizione 7,62 produce effetti di notevole danno all'impatto con i tessuti umani, ma produce ferite di entità molto minore quando esce, subito prima che il proiettile cominci a ruotare su se stesso.
Una delle caratteristiche principali per la buona affidabilità di un'arma è il suo caricatore. Il caricatore per gli AK-47 presenta una curvatura molto accentuata che permette un facile accesso alla camera di scoppio ai colpi. La lavorazione in acciaio, combinata al sistema che facilita l'inserimento dei colpi in camera, rende il caricatore estremamente resistente e affidabile, con un peso di 334 grammi quando vuoto. L'arma può anche essere dotata di caricatori da 40 o 75 (tamburo) colpi, usati comunemente nella mitragliatrice leggera RPK. Esistono varianti da 10, 20 o 100 colpi.
Nel 1961 comparvero degli esemplari in alluminio, che risultarono però troppo sensibili ai danni e furono presto rimpiazzati da modelli in plastica leggermente più pesante e resistenti. I caricatori plastici furono migliorati nel 1967 con l'introduzione di rinforzi metallici nei punti critici che quadruplicarono la vita media e alleggerirono il peso a circa 250 grammi. Molti degli AK jugoslavi (o comunque dell'Est-Europa) montano un sistema di hold-open, che mantiene l'otturatore in apertura al momento dello sparo dell'ultimo colpo.

### Organi di mira

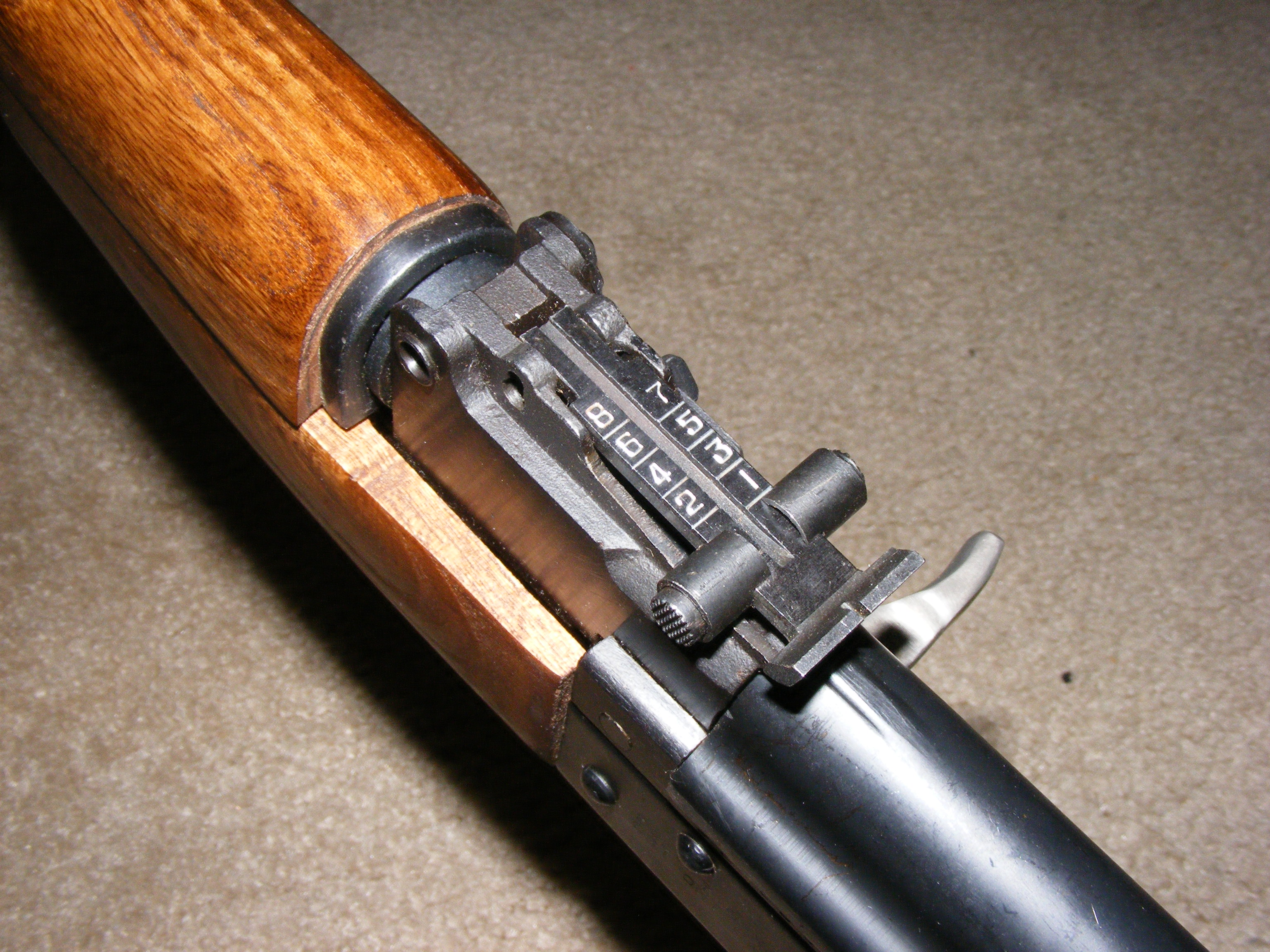
Tacca di mira di un Type 56 cinese

La distanza tra tacca di mira e mirino nell'arma è di 378 mm; la tacca è regolabile da 100 a 800 metri, fino a 1 000 m per gli AKM. Il mirino è regolabile in alzo in qualunque momento, mentre la deriva è regolata dalla fabbrica e viene fissata. L'opzione di base, contrassegnata sulla tacca di mira con П, permette al tiratore di colpire bersagli a breve distanza (solitamente fino a 100 m) senza alcuna regolazione necessaria, stessa configurazione usata nel Mosin-Nagant e nello SKS. Alcune varianti presentano un mirino con flip-up luminoso calibrato per 50 m (combattimento notturno). Quasi tutti i modelli di produzione recente (quelli della serie 100) possiedono una slitta laterale per il montaggio di ottiche di vario tipo, come ad esempio la PSO-1. Tuttavia, se l'ottica è montata sull'arma il calcio pieghevole non può essere chiuso.

### Precisione
La precisione dell'AKM è stata sempre fonte di speculazioni poiché esistono diversi produttori di questa piattaforma con diversi tipi di processi di produzione che possono compromettere la qualità dell'arma in sé. Questo porta a esemplari più e meno precisi. Ad esempio gli esemplari di buona/ottima qualità come quelli prodotti dal Gruppo Kalašnikov (ex Ižmaš) o dall'arsenale Bulgaro presentano parti interne, come il porta otturatore, l'otturatore, la camera di scoppio e la canna prodotte per forgiatura. Gli AKM con queste caratteristiche sono in grado di sparare rosate inferiori a 3 [MOA] a 100 yard con organi di mira standard. Mentre gli AKM più economici come quelli di recente produzione statunitense producono le parti interne elencate precedentemente stampandole (qualità obsoleta) o fresandole (qualità accettabile per uso civile ma obsoleta per scopo bellico) per tagliare i costi di produzione ed essere più accessibili al pubblico grazie al prezzo ridotto.
Premettendo che la precisione di un'arma dipende da molti fattori, tra cui:
l’abilità del tiratore, 
le condizioni meteorologiche,
dal calibro utilizzato e via discorrendo, gli AKM camerati in 7,62 × 39, come ad esempio l'AK-103, hanno una gittata efficace di circa 500-600 metri, in condizioni ottimali, con un incremento molto rapido della caduta del proiettile superati i 400 m. Le versioni camerate in 5,56 × 45 NATO (.223 Remington nella versione civile), come l'AK-101 e quelle camerate in 5,45 × 39 come l'AK-74M, a loro volta hanno una gittata di gran lunga superiore, dove un buon tiratore, purché in condizioni di tiro ottimali, può portare il tiro su target fino a 600-800 metri.

### Selettore di fuoco
Il prototipo AK-47 presentava selettori diversi per sicura e modalità di fuoco. In seguito vennero uniti per velocizzare e facilitare la produzione. Il selettore è costituito da una larga placca metallica sul lato destro dell'arma, che impedisce di tirare la leva di armamento a fine corsa (incamerando il colpo) quando in sicura. Presenta tre posizioni: sicura (in alto), semiautomatico (in basso) e automatico (centrale). Il motivo di questa scelta non convenzionale per quanto riguarda le posizioni del selettore è che un soldato sotto stress tenderà a spingere il selettore verso il basso con forza, superando la modalità automatica (che potrebbe risultare pericolosa in situazioni simili). In questo modo, per operare in automatico l'operatore deve deliberatamente spostare il selettore in posizione centrale.
Alcuni derivati presentano un selettore d'armamento sopra l'impugnatura simile a quella presente sui comuni modelli di AR statunitensi, operabile tramite pollice.

## Accessori

### Lanciagranate

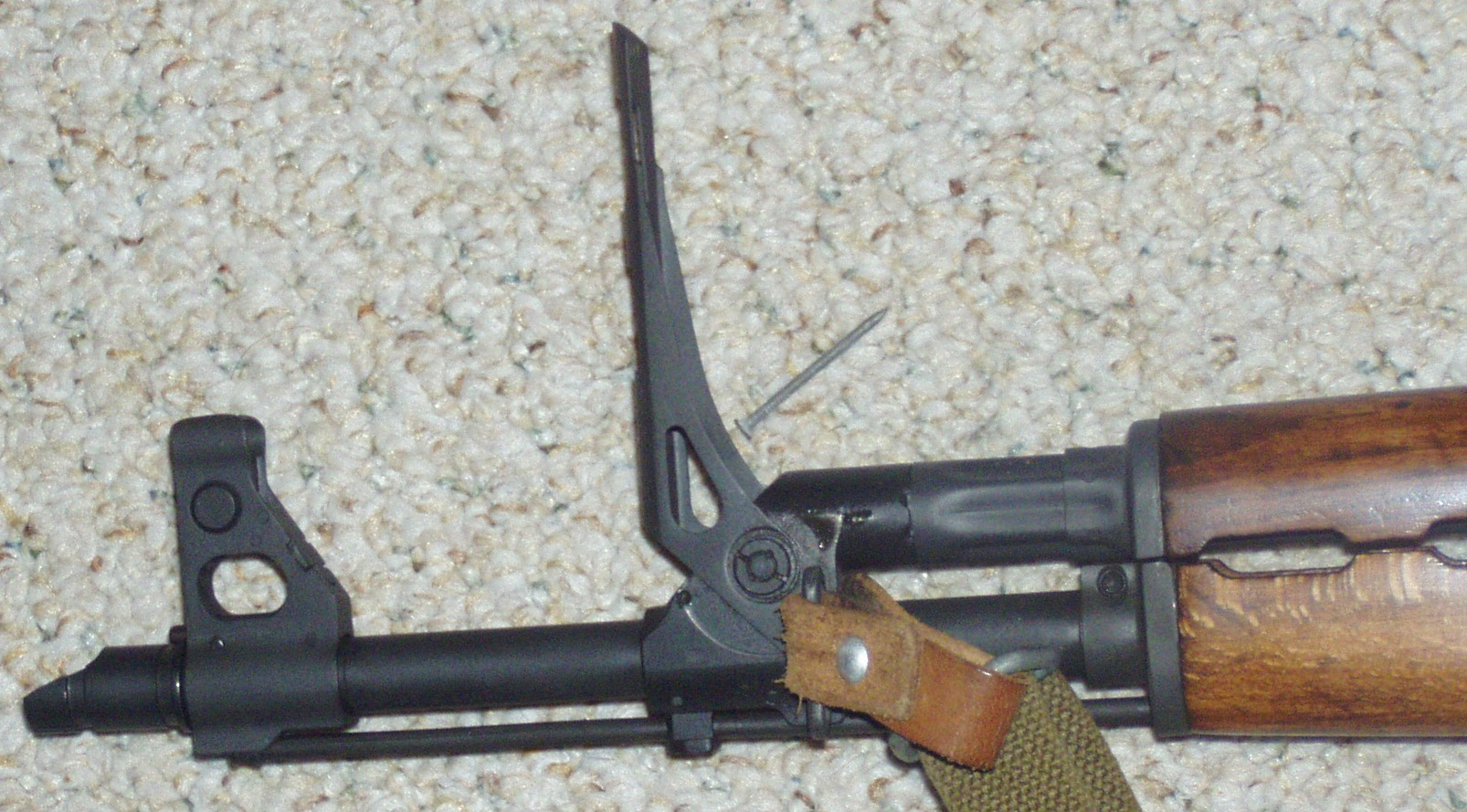
Volata di uno Zastava M70 con lanciagranate

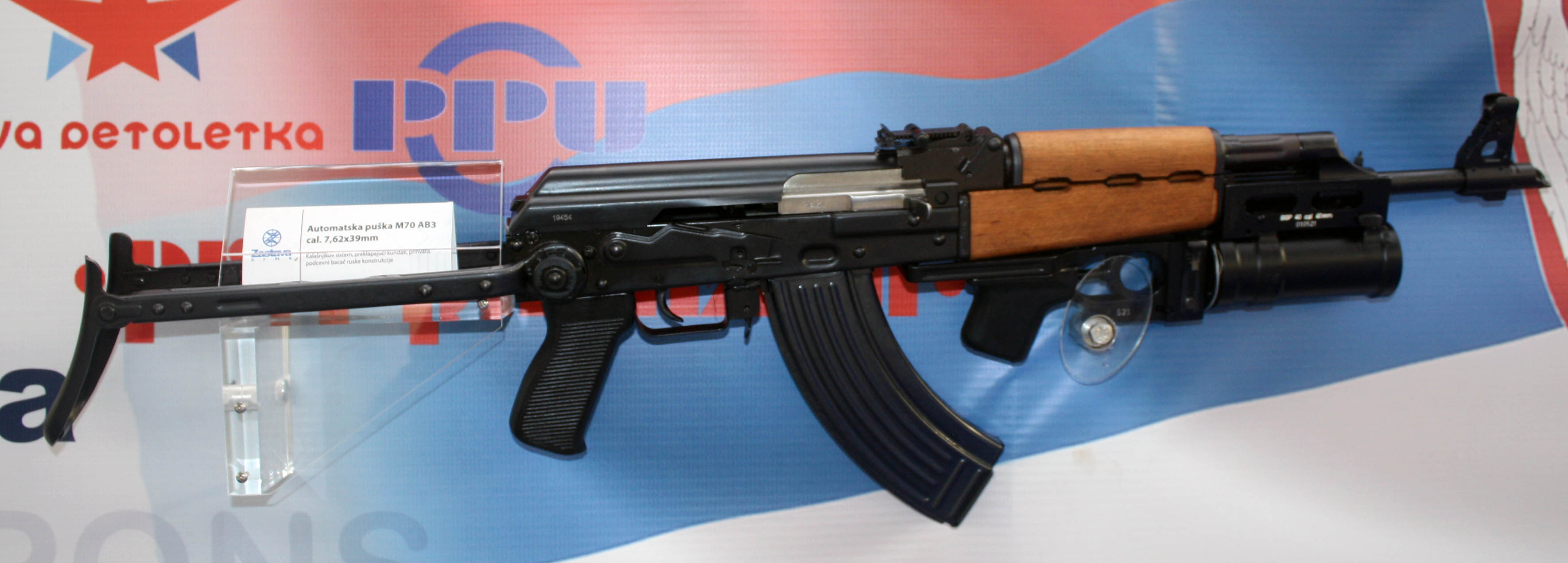
Modello M70AB2 (modello AKMS) con lanciagranate BGA-40

Tutti gli esemplari di AK-47 possono montare vari lanciagranate sottocanna da 40 mm come GP-25, GP-30 e GP-34. La granata standard è la VOG-25 (o VOG-25M) a frammentazione, con raggio letale che va dai 6 ai 9 m. La variante VOG-25P (o VOG-25PM) possiede una piccola carica che all'impatto col terreno detona, facendo alzare la granata ad un'altezza di un metro circa per esplodere.
Anche la variante jugoslava M70 è abilitata al lancio di granate, ma il lanciagranate richiede l'aggiunta di un attacco da 22 mm sull'arma. Altre varianti dotate di lanciagranate sono la polacca Kbkg wz. 1960/72 e l'ungherese AMP-69.
Gli AK-47 possono anche montare un particolare lanciagranate per le granate sovietiche standard RGD-5.

## Modelli e derivati

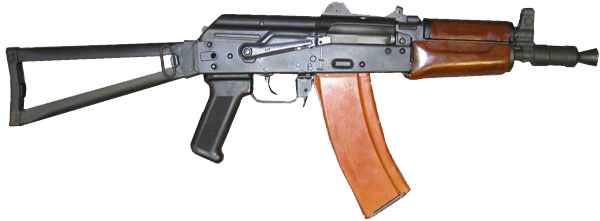
Un AKS-74U, carabina corta con calcio pieghevole in dotazione a paracadutisti e equipaggio di veicoli.

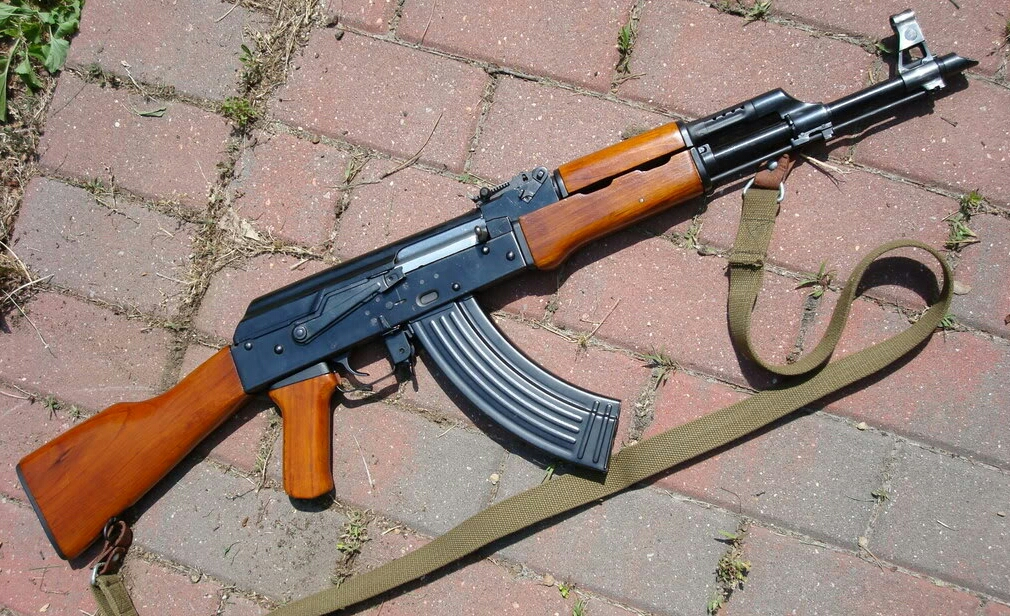
Il Type 56, la versione cinese dell'AKM.

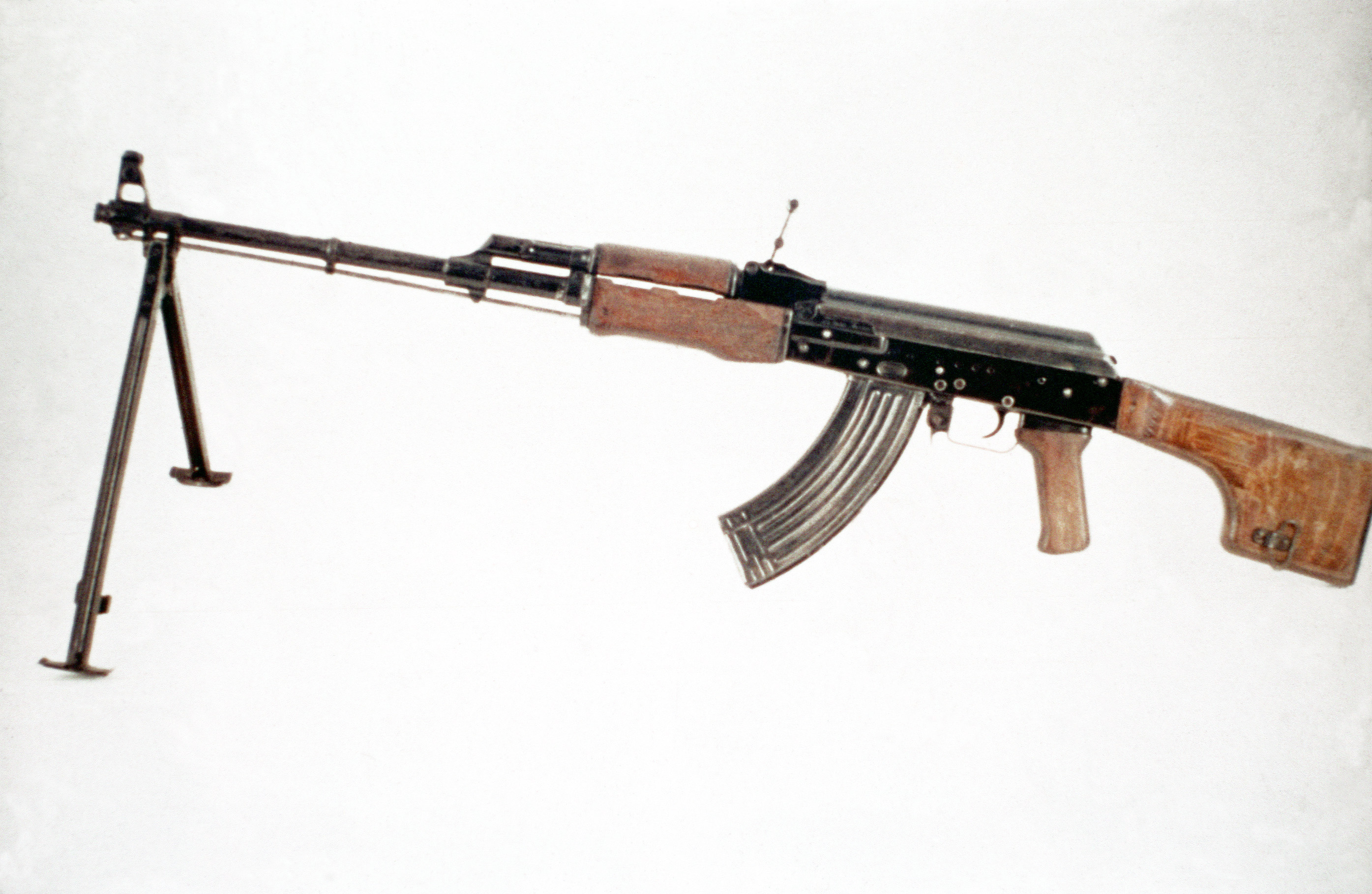
Un RPK, la mitragliatrice leggera largamente ispirata all'AK-47.

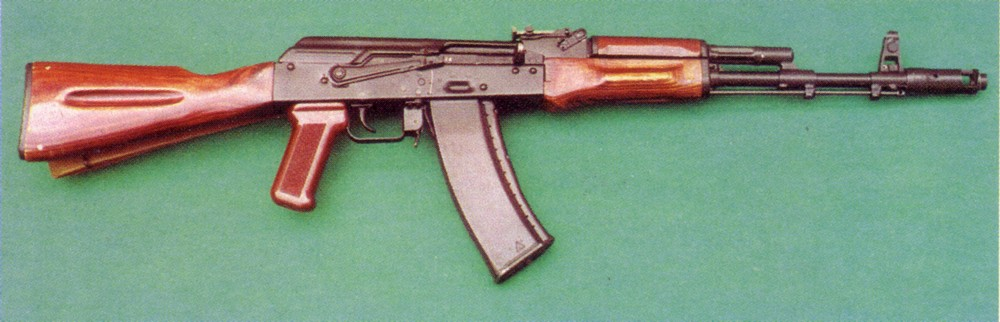
AK-74.

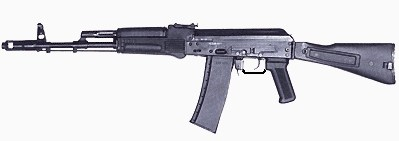
L'Ak-101, camerato in 5.56 × 45 NATO.

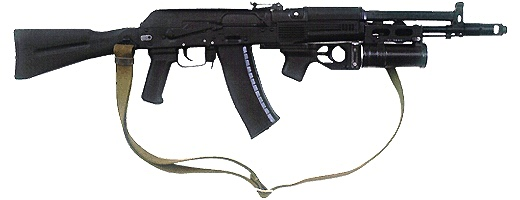
AK-107 camerato in 5.45 × 39. Presenta al suo interno un sistema avanzato di controllo del rinculo quasi annullandolo.

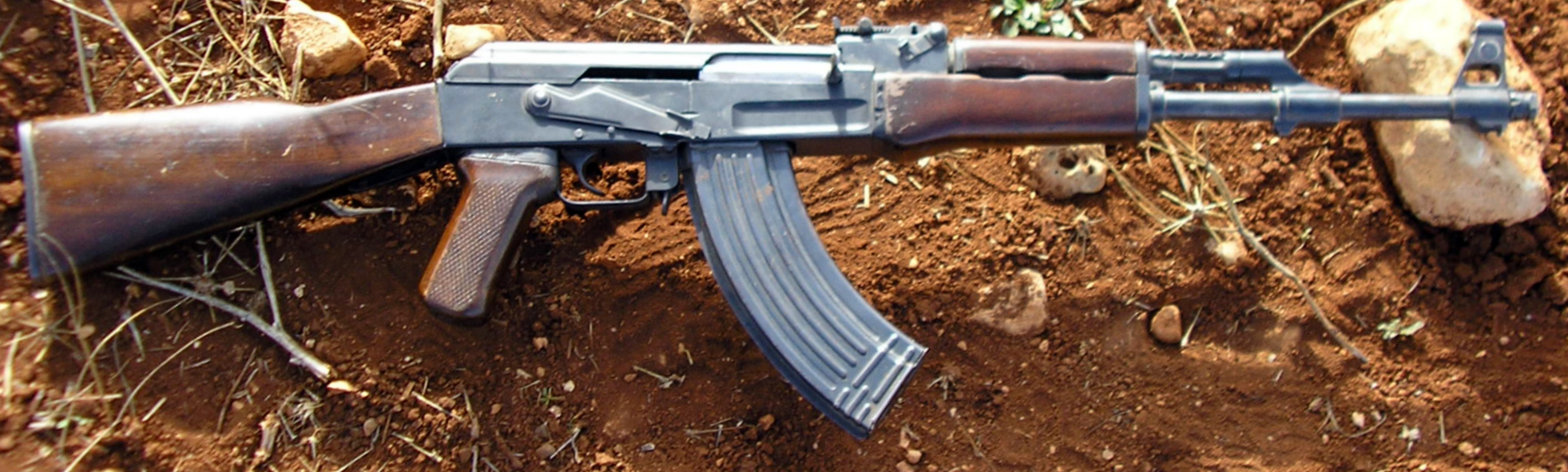
AKM (castello Type 3) del 1955 camerato in 7,62 × 39.

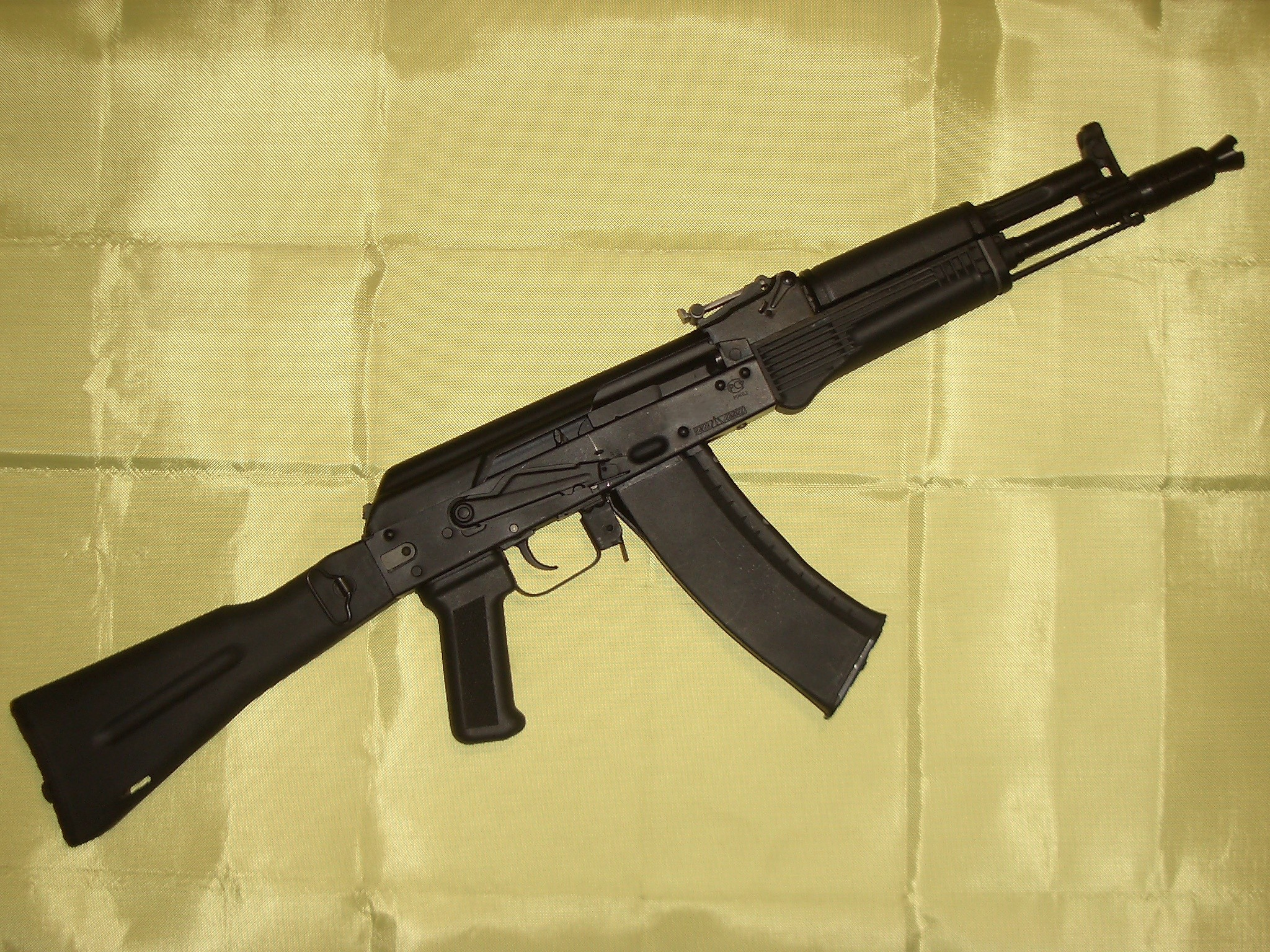
AK-105, versione carabina (più corto) dell'AK-74M camerato anch'esso in 5.45 × 39.

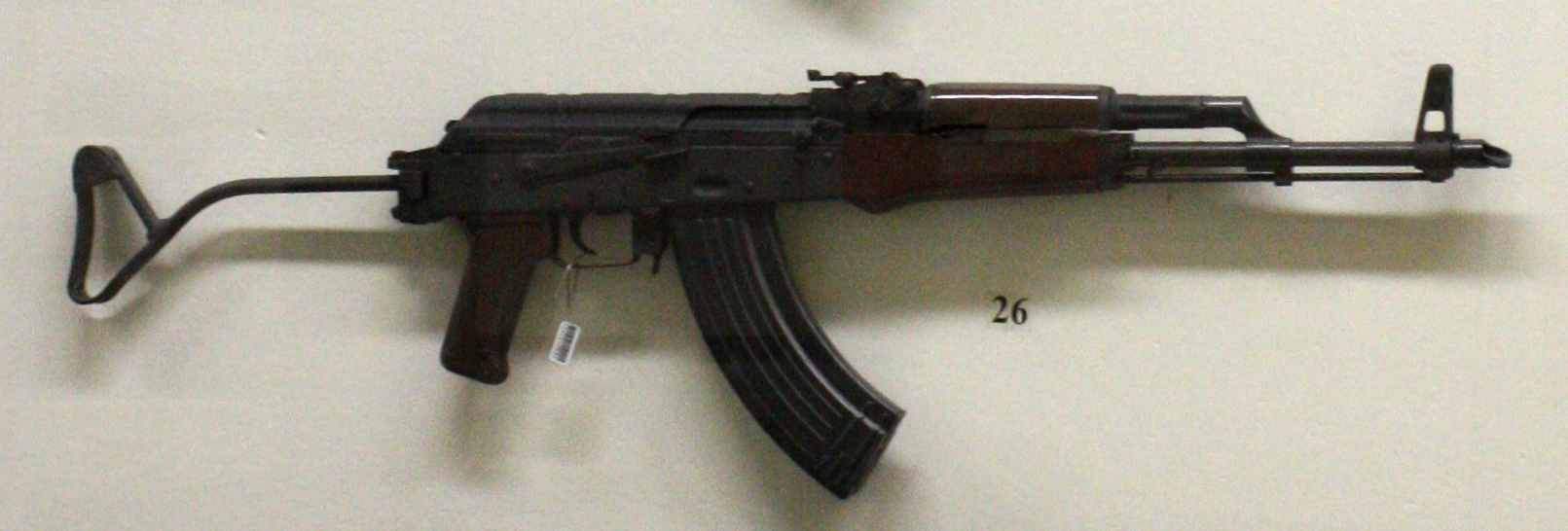
MPi-KMS-72

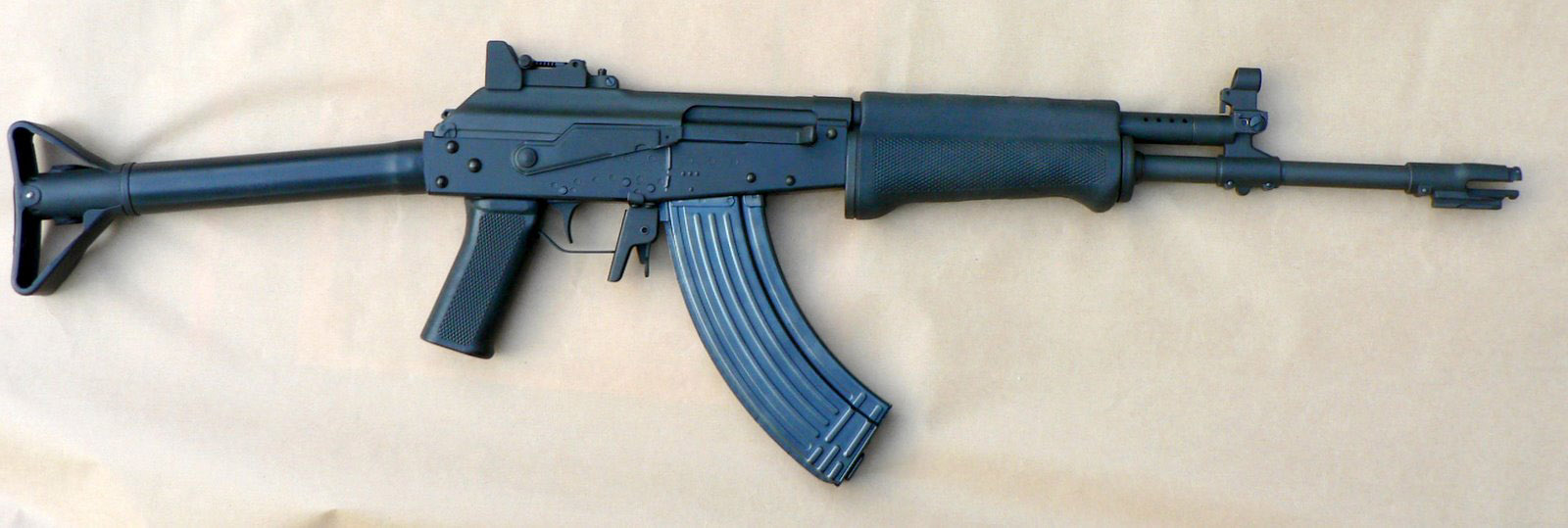
RK 62-76

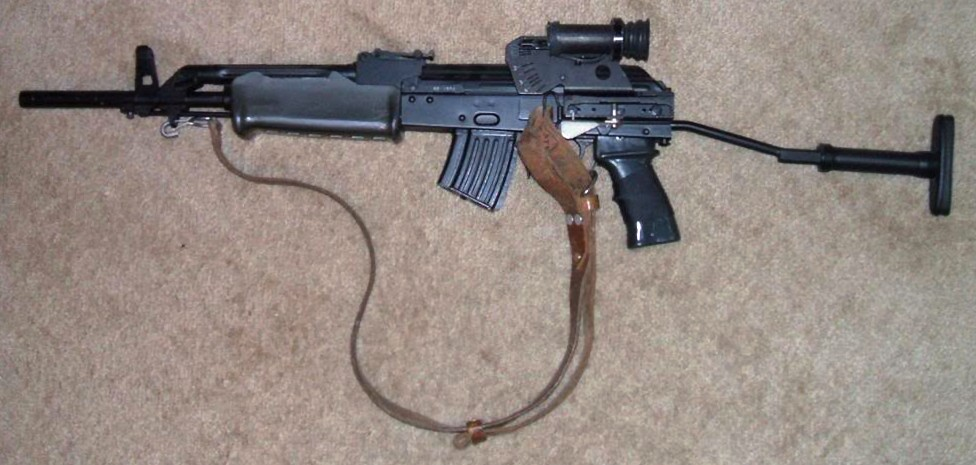
AMP-69

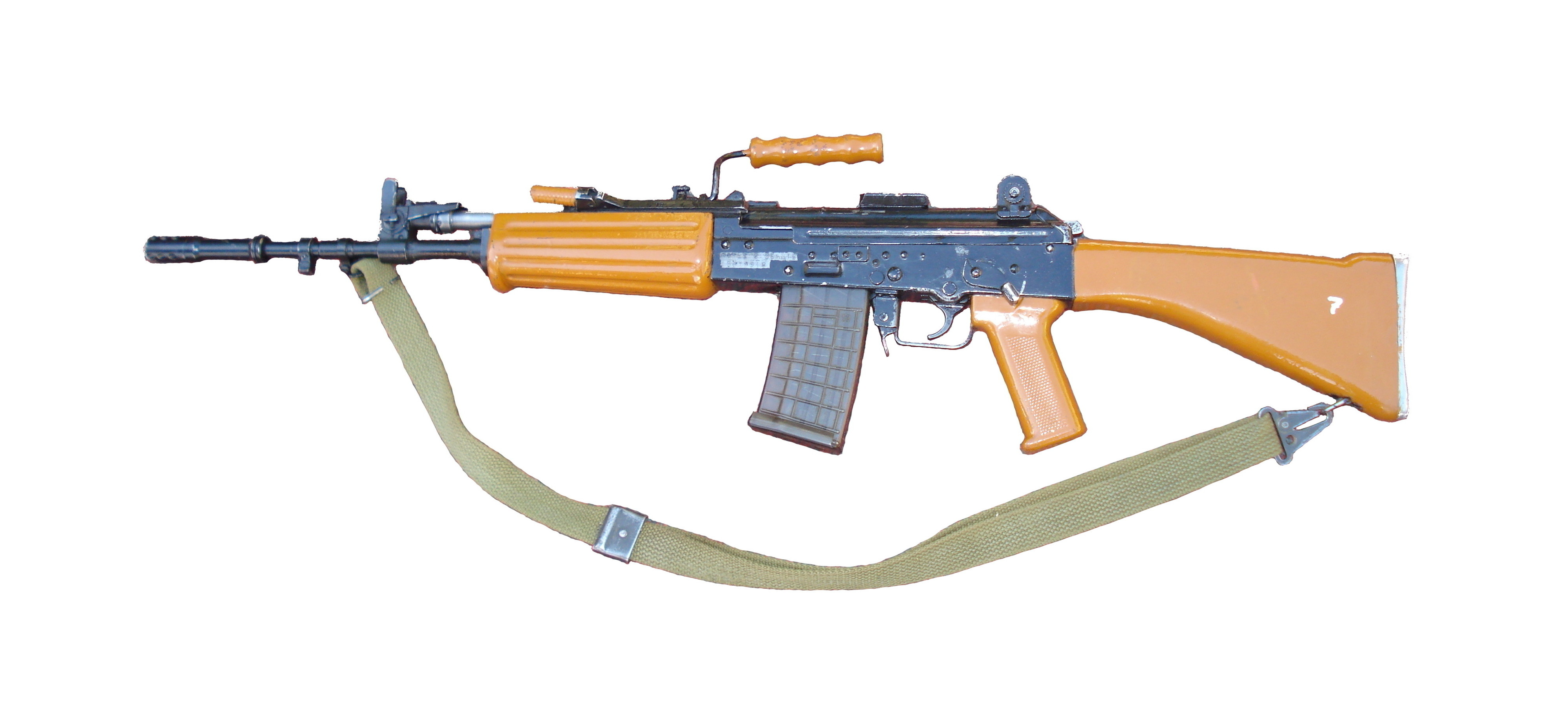
INSAS

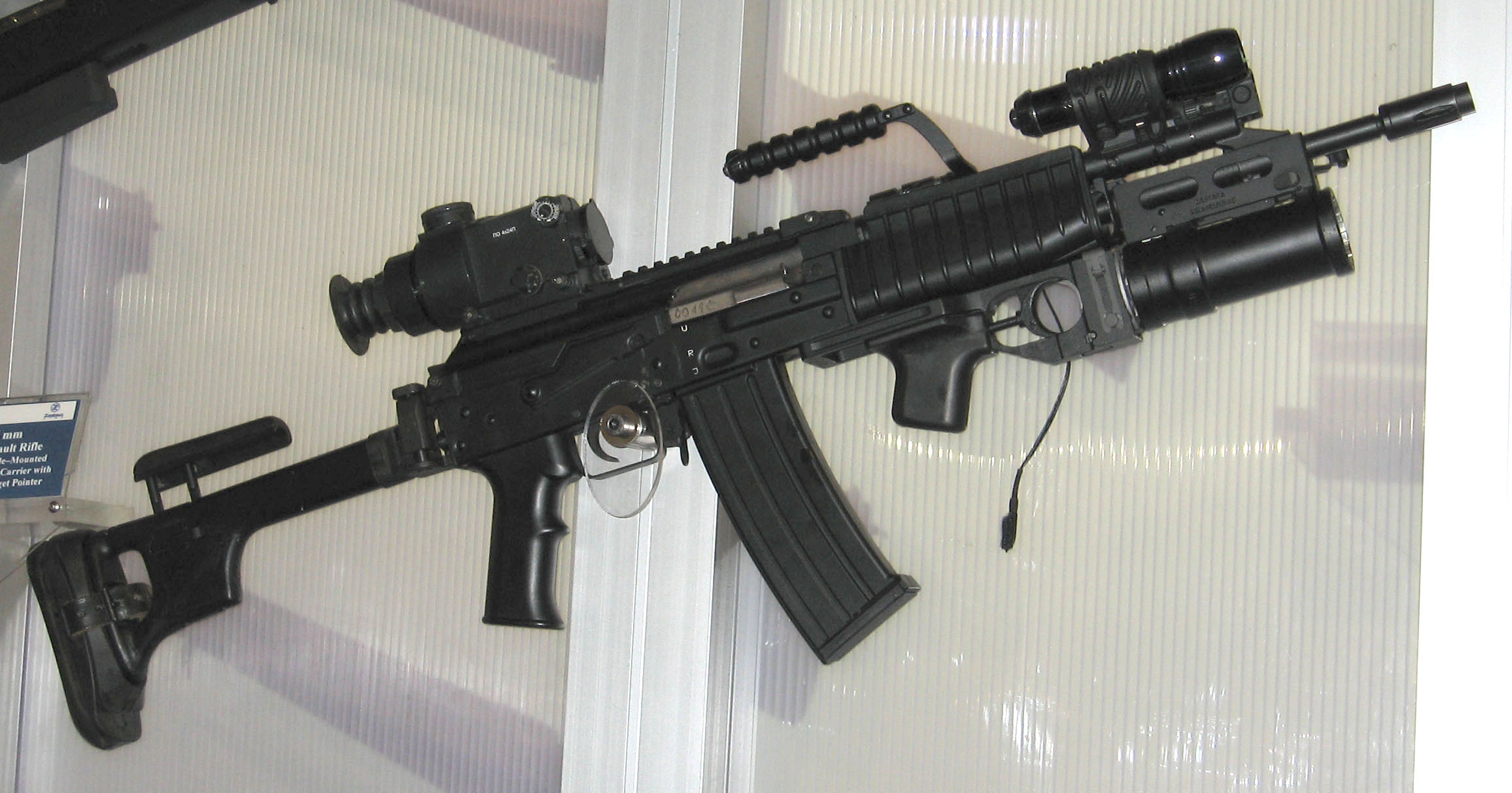
Zastava M-21

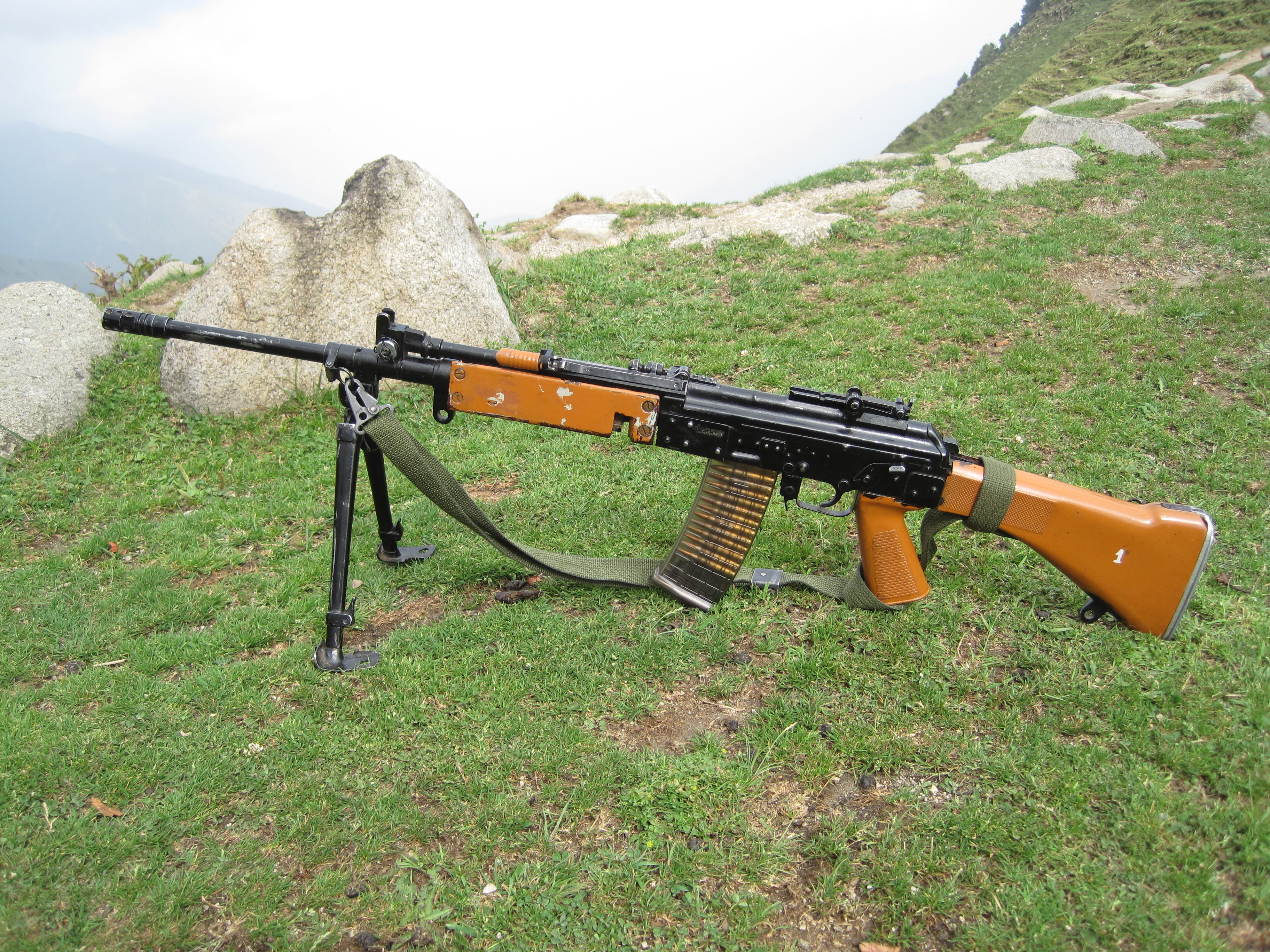
INSAS LMG

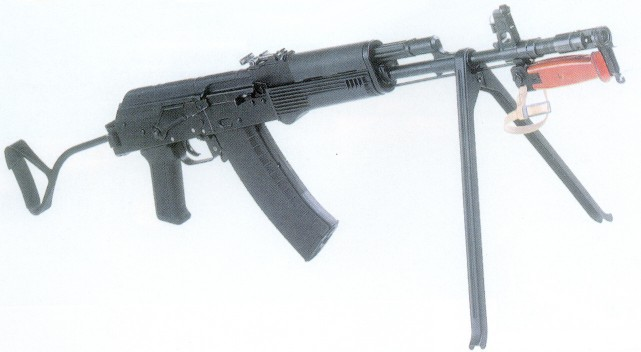
wz.1988 Tantal

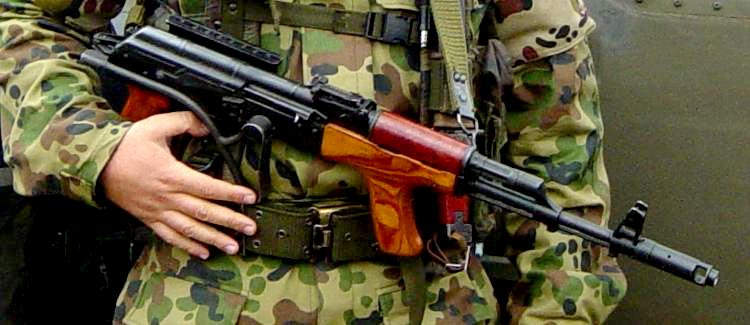
PA md. 86

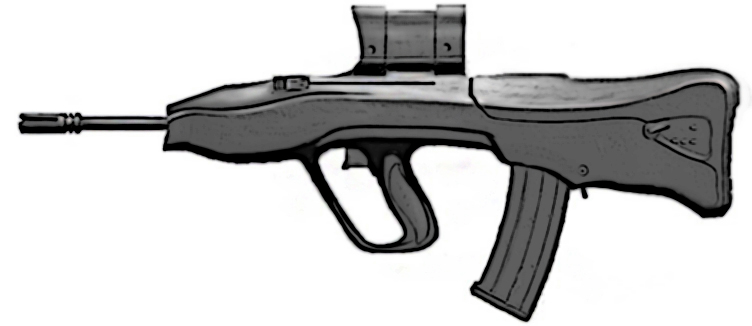
Vector CR-21, versione bullpup leggera dell'AK-47

### Modelli standard
I primi modelli prodotti a partire dal secondo dopoguerra furono:
- Type 1A: il primo prodotto, con castello ricavato a stampo.
- Type 1B: castello 1A modificato per il montaggio dei calci pieghevoli verso il basso.
- Type 2A: castello in acciaio ricavato dal pieno
- Type 2B: castello 2A modificato per il montaggio dei calci pieghevoli verso il basso.
- Type 3A: variante del castello ricavato dal pieno. Il più comune tra i castelli ricavati dal pieno in circolazione.
- Type 3B: castello 3A modificato per il montaggio dei calci pieghevoli verso il basso.
- Type 4A: castello AKM stampato. In assoluto, il più comune dei castelli stampati in circolazione.
- Type 4B: castello 4A modificato per il montaggio dei calci pieghevoli verso il basso.
- AKS: variante con calcio pieghevole per l'uso da parte di corpi paracadutati e carristi.
- AKS-N: versione dotata di slitta per visore notturno.

### AKM
L'AKM è variante semplificata e alleggerita dell'AK-47; castello realizzato in metallo stampato e rivettato. In dotazione un freno di bocca per ridurre il rilevamento dell'arma durante il fuoco automatico. Il peso dell'arma è di circa 2,93 kg. È la variante più comune dell'arma.
- - AKMS: variante con calcio pieghevole inferiormente per i reparti paracadutati.
  - AKMS-N: variante con slitte per visori notturni.
  - AKMS-L: variante silenziata e dotata di slitte per visori notturni[43].

### AK-74

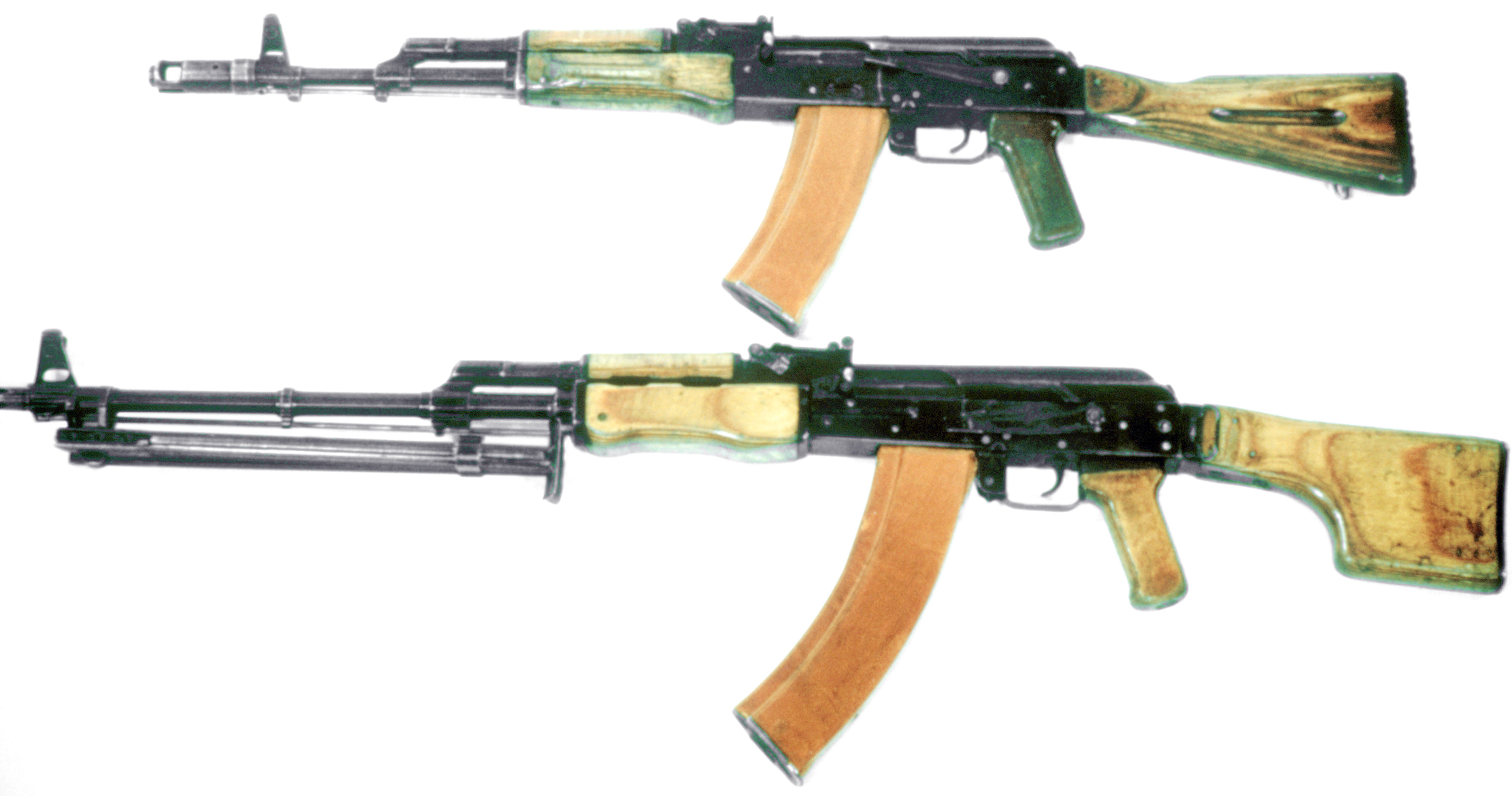
AK-74 e RPK-74 a confronto.

La versione evoluta e più diffusa è l'AK-74, che utilizza il munizionamento 5,45 × 39 mm. Comprende i modelli:
- AK-74: versione base in calibro 5,45 mm.
- AK-74N: variante con slitte per visori notturni.
- AKS-74: variante con calcio pieghevole lateralmente.
- AK-74U e AKS-74U: varianti carabina.
- AKS-74U-N: variante carabina con slitte per visori notturni.
- OTs-14-4A: fucile d'assalto sviluppato dalle forze speciali sovietiche, derivato dell'AK-74u
- PP-19 Bizon: come l'OTS sviluppato dalle forze speciali russe, derivato dell'AKs-74u

### La serie 100
Le varianti seguenti sono disponibili nei calibri 5,45 × 39 mm, 5,56 × 45 mm e 7,62 × 39 mm.
- AK-101 e AK-103: versioni modernizzate con slitte per ottiche e calci pieghevoli.
- AK-107 e AK-108: versioni con rinculo bilanciato.
- AK-102 e AK-105: versioni carabina.
- AK-12: ultima versione con calcio telescopico, organi di mira modificati e canna facilmente intercambiabile.

### Nomenclatura
La famiglia AK, nonché l'AK47, utilizza un sistema di nomenclatura per distinguere le diverse varianti.
Il sistema di nomenclatura è basato sull'uso di lettere, ognuna rappresentante una variazione, all'interno del nome dell'arma. Questo sistema permette non solo un immediato riconoscimento della variante, ma permette anche di aggregare più modifiche all'interno della stessa (es. AKMS - UB).
Le lettere più utilizzate sono:
- S (russo: Skladnoj - "pieghevole"): variante con calcio pieghevole.
- U (russo: Ukoročennij - "accorciato"): variante carabina, detta "corta".
- B (russo: Besšumnij - "silenzioso"): variante con soppressore.
- N: variante con slitta laterale che può ospitare un'ottica (es. 1P29, PSO-1).
- L: variante dell'AKM, caratterizzata da una slitta laterale per l'utilizzo di mirini notturni (NSP-3) e da un tromboncino adatto a non interferire con il mirino.

Vi sono altre lettere, più rare e specifiche, che descrivono piccole modifiche tali da essere incluse solo in documenti militari ufficiali, come per la "P" che identifica i modelli con le tacche di mira illuminate al trizio.

## Armi derivate
- RPK: versione mitragliatrice leggera, con canna allungata e bipiede frontale. Le varianti minori includono RPK-N, RPKS, RPKS-N, RPK-L, RPKS-L, tutte modellate sulla variante AKM. Le varianti S presentano tutte un calcio in legno pieghevole lateralmente.
- RPK-74: variante mitragliatrice leggera calibro 5,45 mm.
  - RPKS-74: mitragliatrice leggera con calcio pieghevole lateralmente.
  - RPK-74-N: mitragliatrice leggera con slitte per visori notturni.
- Saiga-12: fucile a pompa calibro 12.
  - Saiga-12S: variante con impugnatura a pistola e calcio pieghevole lateralmente.
  - Saiga-12K: variante con canna corta.
- Saiga-20 (S/K): fucile a pompa calibro 12.

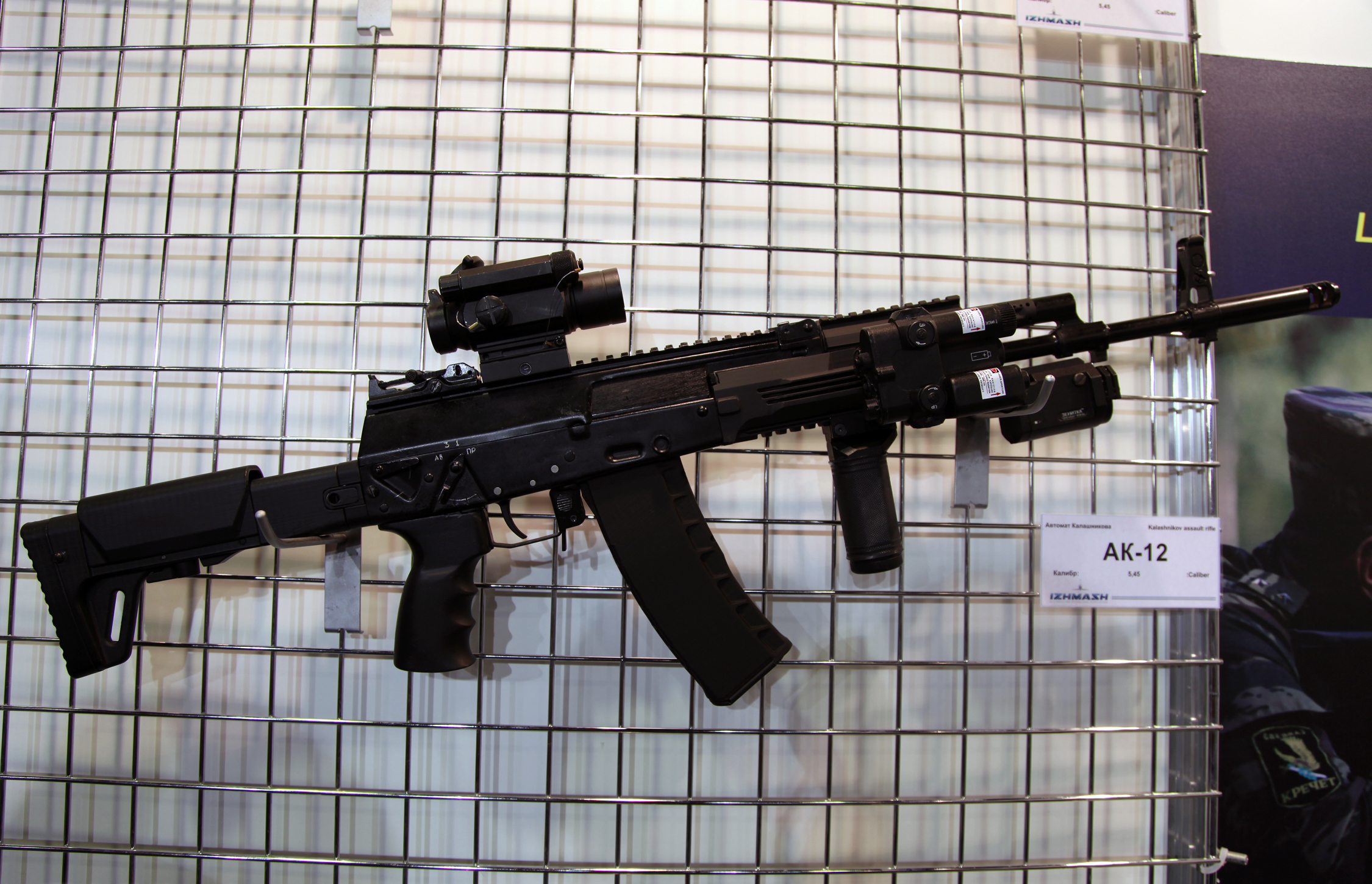
Un AK-12.

- Saiga-410 (S/K): fucile a pompa calibro .410.
- KSK: fucile a pompa da combattimento calibro 12 (basato sul Saiga-12).
- VEPR-12 Molot: fucile a pompa da combattimento calibro 12 (basato sulla RPK).
- PP-19 (o Bizon-1): pistola mitragliatrice calibro 9 mm con caricatore elicoidale. Disponibile con variazioni per proiettili 9 × 18 mm, 9 × 19 mm Parabellum, .380 ACP e 7,62 × 25 mm Tokarev.
- OTs-14-4A (noto anche come Groza-4): fucile d'assalto bullpup disponibile in 9 × 39 mm e 7,62 × 39 mm.

## Diffusione ed influenza culturale
L'arma ebbe grandissima diffusione, soprattutto durante la guerra fredda, poiché l'Unione Sovietica fornì le proprie armi alle forze del blocco orientale, alle forze armate e alle formazioni paramilitari di molti stati del mondo. Mentre la NATO e gli Stati del blocco occidentale impiegavano fucili in media più costosi come l'M14, l'M16, il G3, il FN-FAL o l'SG-510, la produzione facile ed economica degli AK-47 permetteva all'Unione Sovietica di armare i propri alleati con maggior facilità. Data la sua natura semplice e poco costosa, l'arma è stata immediatamente presa a modello per altri fucili, tra cui l'IMI Galil e il Type 56; anche gli Stati Uniti finirono addirittura per acquistare dei Type 56 dalla Repubblica Popolare Cinese per armare i Mujaheddin durante l'invasione sovietica dell'Afghanistan. La grande diffusione dell'arma è testimoniata non solo dai numeri. Un AK-47 compare nella bandiera del Mozambico, fatto che sottolinea l'importanza dell'arma nella liberazione del Paese. Anche nelle uniformi dello Zimbabwe, di Timor Est e nella bandiera del partito politico Hezbollah compare un AK-47.

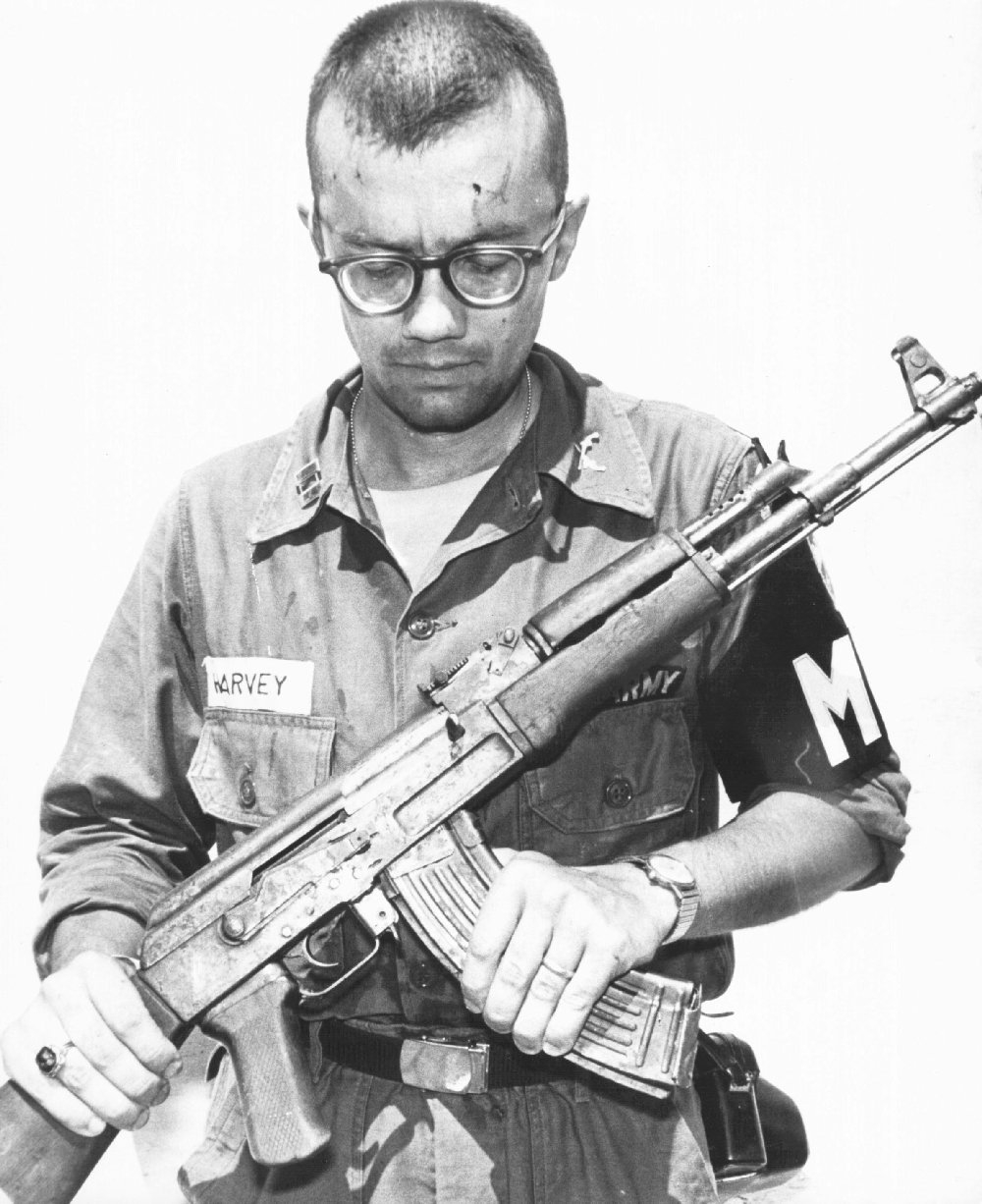
Soldato statunitense ispeziona un AK-47 in Vietnam (1968).

Negli Stati filo-comunisti, l'AK-47 è divenuto il simbolo della rivoluzione del Terzo Mondo. Negli anni ottanta, la Russia divenne la principale fornitrice di armi ai Paesi colpiti dall'embargo della NATO, tra cui Siria, Libia e Iran. Con la dissoluzione dell'Unione Sovietica nel 1991, gli AK-47 sono stati svenduti clandestinamente sul mercato nero e nel traffico di armi a chiunque fosse disposto a pagare, come organizzazioni criminali, cartelli della droga e regimi dittatoriali, ed anche diverse organizzazioni terroristiche come Al Qaida. I film occidentali raffigurano spesso i guerriglieri, i criminali e i terroristi con AK-47 in pugno. L'arma può anche essere considerata come uno dei mezzi con cui diversi Stati occupati hanno riacquisito la propria libertà a seguito del periodo coloniale e imperialista.

## Produzione nel mondo
La sezione include solo le varianti militari dell'arma e nuovi progetti derivati per intero (o comunque quasi totalmente) dall'arma di Michail Kalašnikov.
- Albania
  - ASH-78 Tip-1 (prodotto nell'arsenale di Poliçan come copia diretta del Type 56 cinese)
  - ASH-78 Tip-2 (mitragliatrice leggera)
  - ASH-78 Tip-3 (variante multiruolo, con possibilità d'uso come fucile di precisione, fucile d'assalto e mitragliatrice leggera)
  - ASH-82
- Armenia
  - K-3 (variante bullpup calibro 5,45 mm R)
- Azerbaigian
  - Khazri (AK-74M)[47]
- Bulgaria
  - AKK (variante con calcio pieghevole lateralmente)
    - AKKS
    - AKKMS
    - AKKN-47 (variante con slitte per ottiche notturne NPSU)

  - AK-47M1
    - AK-47MA1 (o AR-M1, variante calibro 5,56 mm NATO)
    - AKS-47M1 (variante calibro 5,56 mm NATO)
    - AKS-47S (o AK-47M1S, variante con puntatore laser integrato)
    - AKS-47UF (variante corta con calcio pieghevole)
      - AR-SF (variante calibro 5,56 mm NATO)

  - AKS-93SM6
  - RKKS (variante dell'RPK)
  - AKT-47 (variante calibro. 22 da addestramento)
  - SLR-95 (variante per la caccia realizzata dall'azienda Arsenal)[48]
- Repubblica Popolare Cinese
  - Type 56 (copia cinese calibro 7,62 mm R)
- Croazia
  - APS-95 (copia calibro 5,56 mm NATO)
- Repubblica Democratica Tedesca[49]
  - MPi-K (copia dell'AK-47 calibro 7,62 mm R)
    - MPi-KS (variante dell'AKS)
    - MPi-KM (variante dell'AKM)
    - MPi-KMS-72 (variante con calcio pieghevole lateralmente)
    - MPi-KMS-K (carabina)

  - MPi-AK-74N (variante dell'AK-74 calibro 5,54 mm R)
    - MPi-AKS-74N (variante con calcio pieghevole lateralmente)
    - MPi-AKS-74NK (carabina)

  - KK-MPi Mod.69 (variante da addestramento calibro. 22 LR)
- Egitto
  - MISR (copia dell'AKM)
  - Maadi
- Etiopia
  - AK-47 e AK-103 (prodotte entrambe su licenza alla Gafat Armament Engineering Complex e alla ET-97/1)[50]
- Filippine
  - Armscor AK22 (fucile semi-automatico che impiegava munizioni. 22LR prodotto dalla Armaments Corporation Of Philippines).[51]
- Finlandia
  - Rk 62
  - Valmet M76 (anche noto come Rk 62/76 o M62/76)
  - M78 LMG
  - Rk 95 Tp
- Ungheria[41]
  - AK-55
  - AMD-63
    - AMD-65 (canna corte e calcio pieghevole laterale)

  - AMP-69 (variante con lanciagranate)
  - AK-63F/D
  - AK-63MF
  - NGM-81 (variante calibro 5,56 mm NATO)
- India
  - INSAS (variante con calcio fisso o pieghevole lateralmente, ottenuta combinando elementi del FAL con quelli dell'AKM)
  - KALANTAK (carabina)
  - INSAS LMG (mitragliatrice leggera con calcio fisso o pieghevole)
  - Trichy Assault Rifle 7,62 mm (prodotto dalla Ordnance Factory Tiruchirappalli)[52]
- Iran
  - KLS/KLF (AK-47/AKS)
  - KLT (AKMS)
- Iraq
  - Tabuk SR (fucile di precisione)
  - Tabuk AR (copia dello jugoslavo M70)
  - Tabuk SAR (carabina compatta)
- Israele
  - IMI Galil
    - Galil AR (fucile d'assalto)
    - Galil ARM (fucile d'assalto/mitragliatrice leggera)
    - Galil SAR (carabina)
    - Galil MAR (carabina compatta)

  - SR-99 (fucile di precisione, versione modernizzata)
- Italia
  - Vincenzo Bernardelli S.p.A. VB-STD/VB-S[53]
- Nigeria
  - OBJ-006 (prodotto dalla Defence Industries Corporation)[54][55]
- Corea del Nord
  - Type 58A/B
  - Type 68A/B (rispettivamente derivate da AKM e AKMS)
  - Type 88 (derivato dall'AKS-74)[56][57]
- Pakistan
  - PK-10 (copia della versione AKM)[58]
- Polonia[59]
  - pmK (chiamato anche kbk AK)
  - pmKS (chiamato anche kbk AKS: il nome è stato cambiato negli anni sessanta da pistolet maszynowy Kałaznikowa a karabinek AK)
  - kbk AKM (variante dell'AKMS)
  - kbk wz. 1960/72 (versione modernizzata dell'arma)
  - kbk wz. 1988 Tantal (variante calibro 5,45 mm R)
  - kbk wz. 1989 Onyks (carabina compatta)
  - kbs wz 1996 Beryl (variante calibro 5,56 mm NATO)
    - kbk wz 1996 Mini-Beryl (carabina compatta)
- Romania
  - Pistol Mitralieră md. 1963/1965
  - Pistol Mitralieră md. 1980
  - Pistol Mitralieră md. 1990 (esportata con la denominazione AIM o AIMS)
  - PA md. 86 (esportata con la denominazione AIMS-74)
  - PSL (fucile di precisione, conosciuto anche come PSL-54C, Romak III, FPK o SSG-97)
- Stati Uniti d'America
  - K-VAR AKU-94 (AK-47 modificato in configurazione bullpup più corto di 10 cm rispetto alla versione standard e su cui possono essere montate diverse ottiche).[60]
  - Arsenal-USA SSR-99 (AK-47 prodotto su licenza dalla Arsenal-USA)[61]
- Sudafrica
  - R4
  - Truvelo Raptor
  - Vektor CR-21 (variante bullpup)
- Sudan
  - MAZ (modello basato sulla copia cinese Type 56)[62].
- Ucraina
  - VEPR (variante bullpup calibro 5,45 mm R)[63]
- Venezuela
  - AK-47 (e varianti, tutte prodotte sotto licenza)[64].
- Jugoslavia/Serbia
  - Zastava M64 (prototipo)
  - Zastava M70 (copia dell'AKM calibro 7,62 mm R)
    - Zastava M90 (carabina calibro 7,62 mm R)
    - Zastava M85 (carabina calibro 5,56 mm NATO)
    - Zastava M92 (carabina calibro 7,62 mm R)

  - Zastava M21 (variante calibro 5,56 mm NATO)
  - Zastava M76 (fucile di precisione calibro 7,92 mm Mauser)
  - Zastava M77 (mitragliatrice leggera calibro 7,62 mm NATO)

È difficile stimare il numero totale di AK prodotti nel corso del tempo: le stime più accurate pongono come estremi i 70 e i 100 milioni di armi prodotte dal 1947 ad ora. Si ritiene che delle oltre 500 milioni di armi esistenti al mondo almeno 75 milioni siano AK, più 100 milioni di derivati. Tuttavia, dato che la produzione di AK è stata portata avanti in molti Paesi (il più delle volte illecitamente), è difficile pronunciarsi su una cifra esatta.

## Utilizzatori
- Afghanistan[68]
- Albania[69]
- Algeria[69]
- Angola[69]
- Armenia[69]

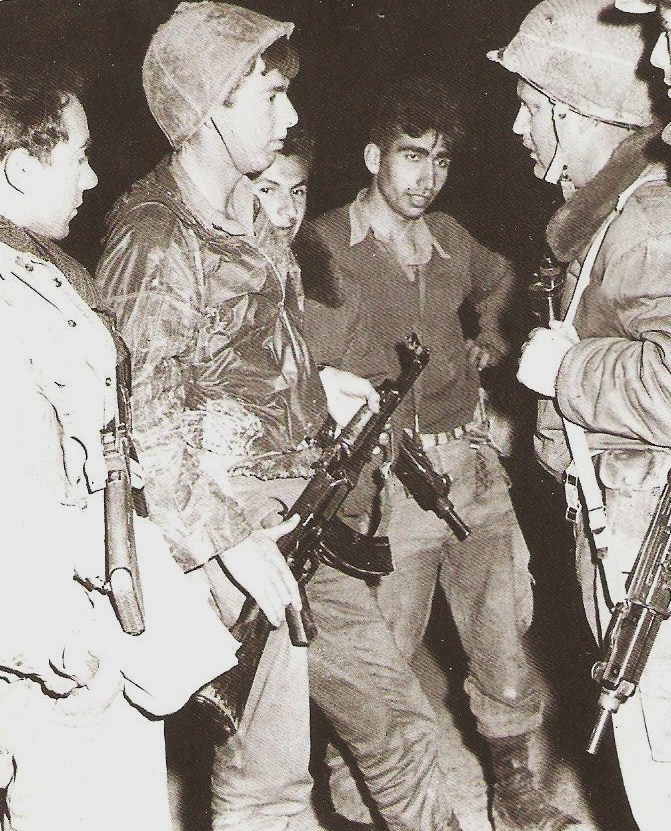
Soldato delle forze speciali israeliane con un AK-47. Molte di queste armi sono state catturate dagli israeliani nel corso degli anni e intere unità venivano equipaggiate con esse.
Oggi rimpiazzato dal più moderno Galil.

- Autorità Nazionale Palestinese[70]
- Azerbaigian[69][71]
- Bangladesh[69]
- Bielorussia[69]
- Benin[69]
- Bosnia-Erzegovina[69]
- Botswana[69]
- Bulgaria[69]
- Cambogia[69]
- Capo Verde[69]
- Repubblica Centrafricana[69]
- Ciad[69]
- Cile[72]
- Repubblica Popolare Cinese: in uso la variante Type 56.[73]
- Comore[69]
- Repubblica del Congo[69]
- Cuba[69]
- Egitto[69]
- Eritrea[69]
- Etiopia[69]
- Gabon[69]
- Georgia: rimpiazzato dall'M4 statunitense nel 2008.[69][74]
- Germania Est[1]
- Grecia[75][76]
- Guinea[69]
- Guinea Equatoriale[69]
- Guinea-Bissau[69]
- Guyana[69]
- Ungheria[69]
- India[69][77]
- Iran[69]
- Iraq[68][69]
- Israele[67][69]
- Kazakistan[69]
- Corea del Nord: in uso le varianti Type 56 e Type 58.[69]
- Laos[69]
- Lesotho[69]
- Liberia[69]
- Libia[69]
- Macedonia[69][78]
- Madagascar[69]
- Mali[69]
- Malta[69]
- Messico[69]
- Moldavia[69]
- Mongolia[69]
- Marocco[69]
- Mozambico[69]
- Namibia[69]
- Pakistan: in uso la copia cinese Type 56[79] e la nuova versione AK-103.[80]
- Perù[69]
- Filippine[81]
- Polonia[1]
- Qatar[69]
- Rodesia[82]
- Romania[69]
- Russia: rimpiazzato dall'AK-74 nel 1974.[1]
- Sahraui[83]
- São Tomé e Príncipe[69]
- Serbia[69]
- Seychelles[69]
- Sierra Leone[69]
- Slovenia[69]
- Somalia[69]
- Sudafrica[84]
- Unione Sovietica
- Sri Lanka[69]
- Sudan[69]
- Suriname[69]
- Siria[69]
- Tagikistan[69]
- Tanzania[69]
- Togo[69]
- Turchia[69]
- Turkmenistan[69]
- Uganda[69]
- Ucraina[69]
- Emirati Arabi Uniti[69]
- Uzbekistan[69]
- Vietnam[73]
- Yemen[69]
- Jugoslavia[1]
- Zambia[69]
- Zimbabwe[69]

## Nella cultura di massa
- In Messico l'AK-47 è conosciuto come Cuerno de Chivo (letteralmente “corno di ariete”) ed è una delle armi predilette dei cartelli della droga. È persino citato in alcuni testi di canzoni folkloriche[85].
- L'AK-47 è uno dei soggetti principali del film Lord of War del 2005 con Nicolas Cage. Numerosi monologhi nel film sono incentrati sull'arma. In particolare uno:

( Monologo dal film "Lord of War", con Nicholas Cage, sulle qualità dell'AK-47, su youtube.com.)
- L'AK-47 è presente nel videogioco mobile Magnum 3.0.
- Nel 2006, l'attivista per la pace e musicista colombiano César Lopez ideò la sua escopetarra, un AK-47 convertito a chitarra. Una fu venduta per 17 000 $, e il ricavato fu devoluto alle vittime delle mine antiuomo; un'altra è esposta nella sede delle Nazioni Unite[86].
- Nel 2020 viene realizzato un film biografico dal titolo AK-47 -  Kalashnikov dedicato a Michail Kalašnikov e al suo fucile d'assalto.